# Диди-Митарби
Диди-Митарби (груз. დიდი მიტარბი) — село в Грузии, на территории Боржомского муниципалитета края (мхаре) Самцхе-Джавахети.

## География
Село находится на юге центральной части Грузии, на берегах реки Митарбула, на расстоянии 18 километров (по прямой) к юго-востоку от города Боржоми, административного центра муниципалитета. Абсолютная высота — 1528 метров над уровнем моря.

## Население
По результатам официальной переписи населения 2014 года, в Диди-Митарби проживало 54 человека (30 мужчин и 24 женщины). В национальной структуре населения грузины составляли 72,2 %, осетины — 20,4 %, армяне — 5,6 %, русские — 1,8 %.
| Год  | Население, человек |
| ---- | ------------------ |
| 2002 | 48                 |
| 2014 | ↘ 54               |